# Ідеальний незнайомець
«Ідеа́льний незнайо́мець» (англ. «Perfect Stranger») — американська кримінальна драма режисера Джеймса Фоулі, що вийшла 2007 року. У головних ролях Геллі Беррі, Брюс Вілліс, стрічку створено на основі історії Джон Бокенкампа.
Сценаристом був Тодд Комарницькі, продюсером — Елейн Ґолдсміт-Томас. Вперше фільм продемонстрували 10 квітня 2007 року у Кувейті. В Україні у кінопрокаті прем'єра фільму відбулась 12 квітня 2007 року.

## Сюжет
Ровена Прайс — журналістка, яка знає як знайти сенсаційну інформацію. Проте, коли вона збирається написати про впливову людину, їй забороняють публікувати статтю. Через це вона звільняється, а того ж дня зустрічає свою подругу Ґрейс Клейтон, яка розказує їй про свого колишнього коханця. Через декілька днів подругу знаходять мертвою і Ровена береться за розслідування.

## У ролях
| Актор              | Персонаж                            | Роль                                    |
| ------------------ | ----------------------------------- | --------------------------------------- |
| Геллі Беррі        | Ровена Прайс (англ. Rowena Price)   | журналістка, розслідує вбивство подруги |
| Брюс Вілліс        | Гаррісон Гілл (англ. Harrison Hill) | багатий рекламний агент                 |
| Джованні Рібізі    | Майлс Гейлі (англ. Miles Haley)     | журналіст, працює разом з Ровеною       |
| Флоренція Лозано   | Карен Техада (англ. Karen Tejada)   | лейтенант поліції                       |
| Джейсон Антун      | Білл Петел (англ. Bill Patel)       |                                         |
| Патті Д'Арбанвіл   | Есмеральда (англ. Esmeralda)        |                                         |
| Емма Гемінґ-Вілліс | Донна (англ. Donna)                 |                                         |

## Сприйняття

### Критика
Фільм отримав змішано-негативні відгуки: Rotten Tomatoes дав оцінку 11% на основі 141 відгуку від критиків (середня оцінка 3,5/10) і 55% від глядачів із середньою оцінкою 3,2/5 (335,710 голосів). Загалом на сайті фільм має негативний рейтинг, фільму зарахований «гнилий помідор» від кінокритиків і «розсипаний попкорн» від глядачів, Internet Movie Database — 5,5/10 (30 309 голосів), Metacritic — 31/100 (31 відгук критиків) і 5,0/10 від глядачів (27 голосів). Загалом на цьому ресурсі від критиків і від глядачів фільм отримав негативні відгуки.

### Касові збори
Під час показу у США, що почався 13 квітня 2007 року, протягом першого тижня фільм був показаний у 2,661 кінотеатрах і зібрав $11,206,163, що на той час дозволило йому зайняти 4 місце серед усіх тогочасних прем'єр. Фільм зібрав у прокаті у США $23,984,949, а у решті світу $49,105,662, тобто загалом $73,090,611 при бюджеті $60,795 млн. З продажу DVD-дисків було виручено $23,817,150.
Під час показу в Україні, що стартував 12 квітня 2007 року, протягом першого тижня фільм зібрав $431,447, що на той час дозволило йому зайняти 2 місце серед усіх тогочасних прем'єр. В Україні фільм зібрав $537,125.

### Нагороди і номінації[10]
| Рік  | Нагорода   | Категорія        | Номінант    | Результат |
| ---- | ---------- | ---------------- | ----------- | --------- |
| 2008 | BET Awards | Найкраща актриса | Геллі Беррі | Перемога  |

## Цікаві факти
- Було знято 3 різні закінчення фільму, у кожному з них вбивцею був інший персонаж.
- В оригінальному сценарії події відбувались у Новому Орлеані, проте через Катріну місце було змінено на Нью-Йорк[11].

### Виноски
1. 1 2 3  Perfect Stranger: Release Info (англ.). Internet Movie Database. Процитовано 18 вересня 2013.
2. 1 2  Ідеальний незнайомець. Kino-teatr.ua. Процитовано 18 вересня 2013.
3. 1 2  Perfect Stranger (англ.). Internet Movie Database. Архів оригіналу за 7 серпня 2013. Процитовано 18 вересня 2013.
4. 1 2 3  Perfect Stranger — Ukraine Weekend Box Office (англ.). Box Office Mojo. Процитовано 18 вересня 2013.
5. ↑  Perfect Stranger (англ.). Allmovie. Процитовано 18 вересня 2013.[недоступне посилання з червня 2019]
6. 1 2  Full cast and crew for Perfect Stranger (англ.). Internet Movie Database. Архів оригіналу за 13 серпня 2015. Процитовано 18 вересня 2013.
7. ↑  Perfect Stranger (англ.). Rotten Tomatoes. Архів оригіналу за 29 листопада 2013. Процитовано 18 вересня 2013.
8. ↑  Perfect Stranger (англ.). Metacritic. Архів оригіналу за 14 лютого 2012. Процитовано 18 вересня 2013.
9. ↑  Perfect Stranger (англ.). The Numbers. Архів оригіналу за 27 вересня 2013. Процитовано 18 вересня 2013.
10. ↑  Awards for Perfect Stranger (англ.). Internet Movie Database. Процитовано 18 вересня 2013.
11. ↑  Perfect Stranger: Trivia (англ.). Internet Movie Database. Архів оригіналу за 15 квітня 2016. Процитовано 18 вересня 2013.